# Digital Folklore
Digital Folklore è l'album di debutto autoprodotto della band sperimentale britannica degli Oi Va Voi, pubblicato nel 2002.
Alcune delle tracce dell'album vennero in seguito estratte e nuovamente registrate per l'album successivo, Laughter Through Tears, ad esempio la canzone popolare ungherese A Csitari, il cui testo nel nuovo album è cantato da una donna.

## Tracce
1. 7 Brothers – 6:02
2. D'Ror Yikra (feat. Ben Hassan) – 6:31
3. Salaam Shalom (feat. MoMo) – 4:53
4. Od Yeshoma – 5:50
5. Tatar Love Song (feat. Maiya James) – 5:19
6. Pagamenska (feat. Majer Bogdanski) – 4:14
7. A Csitari Hegyek Alatt – 5:08
8. Crimea – 6:53